# Slaget ved Abu Klea
Abu Klea er en rasteplads for karavaner i Bayuda-ørkenen i Sudan.
Pladsen ligger ca. 36 km nord for Nilen på vejen mellem Merawi og Metemma.

## Historie
Tæt ved Abu Klea, den 17. januar 1885, blev en britisk styrke, som var på vej til Khartoum for undsætning af General Gordon, angrebet af mahdiister, som blev drevet tilbage.
Den 19. januar, da de britiske styrker nærmede sig Metemma, angreb mahdisterne igen, men blev endnu engang slået tilbage. Sir Herbert Stewart, de britiske styrkers øverstbefalende, blev dødeligt såret under angrebet.
Den britiske styrker bestod af 1.500 mand, medens Mahdisterne stillede med en styrke på 12.000.
Den 1.500 mand store styrke var en del af en undsættelsesstyrke på 11.000 mand ledet af generalmajor sir Garnet Wolseley.
Mangelen på kameler gjorde det nødvendigt at hovedstyrken transporteredes ad Nilen, fra Korti til Khartoum, medens sir Herbert Stewart med sine 1.500 mand med kameler tog vejen over land.
Fyrre officerer og mænd fra HMS Alexandra var med deres Gardner-maskingevær tilknyttet den lille styrke. Mange af dem blev dræbt under kampene som følge af forkerte militære dispositioner. Flådeenheden under Charles Beresford var ikke trænet i infanteri-taktik, og brød styrkens square-formation, for at anvende Gardner-maskingeværet. Maskingeværet fik en fatal funktionsfejl efter halvfjerds skud, hvorefter de mahdiistiske styrker var over dem, i tæt nærkamp. Af de soldater, der betjente maskingeværet, overlevede kun Beresford.
Slaget kostede ni britiske officerer livet samt 65 soldater af forskellig rang medens modstanderne havde et tab på 1.100 mand. 
Herbert Stewart blev så alvorligt kvæstet og overdrog kommandoen til Sir Charles Wilson. Herbert Stewart døde selv få dage efter.
Wilson udviste ikke samme handlekraft som Stewart og tøvede med at sende sine styrker længere op ad Nilen for at undsætte General Gordon og Khartoum. Som følge af dette nåede styrken først frem da mahdisterne havde dræbt og uden vanskeligheder nedkæmpet Gordon og hans egyptiske soldater og var i gang med at plyndre byen.
| Historie | Spire Denne historieartikel er en spire som bør udbygges. Du er velkommen til at hjælpe Wikipedia ved at udvide den. |

16°59′00″N 33°18′00″Ø / 16.9833°N 33.3°Ø